# 2e eeuw
De 2e eeuw (van de christelijke jaartelling) is de 2e periode van 100 jaar, dus bestaande uit de jaren 101 tot en met 200. De 2e eeuw behoort tot het 1e millennium.

## Ontwikkelingen en langjarige gebeurtenissen
Romeinse Rijk
- 'Gouden eeuw' van het Romeinse Rijk. Onder de deskundige adoptiefkeizers bereikt het rijk zijn grootste uitbreiding en grootste welvaart voor de burgers.
- Er vinden verschillende golven van christenvervolgingen plaats. Desondanks groeit het christendom tegen de verdrukking in.

Europa
- de Pax Romana zorgt voor vrede aan de grenzen van het Romeinse Rijk. Toch keren sommige vazalstaten langs de Rijn en de Donau zich tegen Rome. De Marcomannenoorlog is onderdeel van deze opstand.
- De Jazygen, een nomadisch ruitervolk, worden in 175, nadat zij door Marcus Aurelius in Pannonië zijn verslagen, naar Britannia verbannen. Zij vestigen zich in Chester, Ribchester en aan de Muur van Hadrianus. Er zijn door hen elementen van de zoroastrische en Perzische mythologie in de Keltische folklore terechtgekomen.

Midden-Oosten
- De Limes Arabicus wordt aangelegd om de Romeinse provincies Arabia Petraea en Syria te beschermen tegen invallende Arabische stammen en het buurland Perzië. De limes wordt verdedigd door grenstroepen, de limitanei.
- De Romeinse keizer Hadrianus besluit tot de bescherming van de Libanoncederwouden op de berg Libanon, nadat dit bos bijna verdwenen is. Het woud wordt keizerlijk domein,  omheind met grenspalen. Dit is een vroeg voorbeeld van natuurbescherming.
- Ook begint voor de joden de diaspora na de neergeslagen Joodse opstand van Bar Kochba.

Azië
- De Oostelijke Han-dynastie regeert in China.
- Introductie van het Mahayana-boeddhisme in China vanuit Noordwest-India.
- Ontstaan van de religieuze vorm van het Taoïsme doordat, volgens Zhang Daoling, Laozi aan hem verschijnt in het jaar 142 en hem aanwijzingen geeft.
- Begin van de Zijderoute tussen China, het Midden-Oosten en Europa.
- Het Kushanrijk strekt zich uit van Tadzjikistan tot Afghanistan en Pakistan, en zuidwaarts tot aan het dal van de Ganges in het noorden van India. Het heeft diplomatieke contacten met Rome, het Sassanidische Rijk en China. Het rijk vormt het centrum van de Euraziatische uitwisseling. De Kushana's geven het Sanskriet zijn status als lingua franca in de regio.
- In India worden windorgels geplaatst bij pagodes om boze geesten te verdrijven.

Afrika
- Het koninkrijk van de Garamanten kent zijn hoogtepunt in deze eeuw, als het volk een van de belangrijkste handelspartners is van Rome. Zij hebben ogenschijnlijk een sterk en georganiseerd leger, waarmee zij hun buren gemakkelijk kunnen onderwerpen. Volgens Herodotus gebruiken zij strijdwagens die zij aan vier paarden vastbinden. Zij controleren de handel tussen Romeins Tripolitanië, controleren de bewoners van het gebied rond het Tsjaadmeer en gebruiken slaven voor het bewerken van het land.

Godsdienst
- De Farizeeën hervatten na de dood van keizer Trajanus hun activiteiten, hoofdzakelijk in Galilea. Er wordt een nieuw Sanhedrin gesticht in Oesja onder leiding van Rabbijn Simon ben Gamaliël, dat onder zijn opvolger Jehoeda ha Nassi een hoogtepunt bereikt. Alle leerscholen hebben tot zijn tijd hun eigen verzameling mondelinge uitspraken, tradities en wetsbepalingen als aanvulling op de geschreven Thora. Hij voegt al deze tradities, misjnajot, tot één geheel samen, later dé Misjna genoemd.
- De geschriften van de apostolische vaders, bijvoorbeeld verhandelingen, brieven, fragmenten enzovoort, ontstaan in de periode 90-160 na Chr. De apostolische vaders bieden inzicht in de ontvangst van de Bijbelse boodschap in het Romeinse Rijk en de opbouw van de vroege christengemeenten. De schrijvers van deze documenten hebben veelal de apostelen zelf nog gekend.
- De Apologeten verdedigen het christelijke geloof tegen aanvallen vanuit het paganisme en het Jodendom.
- De gnostiek beleeft een bloeitijd in de eerste drie eeuwen na Christus. De gnostici proberen de christelijke boodschap te verbinden met al langer bestaande mysteriegodsdiensten en hellenistische filosofieën. Vanaf halverwege de tweede eeuw wordt de gnostiek fel bestreden en als ketterij veroordeeld door het zich vormende kerkelijke christendom, en verdwijnt tegen het eind van de eeuw meer naar de achtergrond.

Wetenschap
- De Grieks-Romeinse arts Galenus schrijft een wetenschappelijk oeuvre bijeen waaruit artsen nog 1500 jaar lang zullen putten.
- Claudius Ptolemaeus schrijft rond 150 de Almagest, een astronomisch werk dat nog zo'n 1400 jaar als standaardwerk voor de astronomie zal gelden. Het werk heeft een geocentrisch wereldbeeld. Hij bepaalt ook de astronomie en de astrologie voor het komende anderhalve millennium.

## Belangrijke personen van de 2e eeuw
- Cai Lun, de uitvinder van papier en het proces voor papier te maken.
- Trajanus, Romeins keizer.
- Hadrianus, Romeins keizer.
- Marcus Aurelius, Romeins keizer.
- Rabbi Akiva, hoofd der Joodse wijzen.
- Jehoeda Hanassi, prins der Joden.
- Commodus, Romeins keizer, stelde dat hij de reïncarnatie was van Hercules.
- Claudius Galenus, medische schrijver.
- Ignatius van Antiochië, derde bisschop van Antiochië, schrijver van brieven.
- Ireneüs van Lyon, tweede bisschop van Lyon, schrijver van Tegen de ketters.
- Juvenalis, Romeinse satirische dichter.
- Nagarjuna, stichter van Madhyamaka, een boeddhistische traditie.
- Plinius de Jongere, Romeins letterkundige en politicus.
- Plutarchus, Grieks historicus.
- Polycarpus, bisschop van Smyrna.
- Claudius Ptolemaeus, Grieks astronoom, astroloog en geograaf.
- Septimius Severus, Romeins keizer.
- Gaius Suetonius Tranquillus, Romeins historicus.
- Valentinus, gnostische filosoof.
- Paus Victor I, bisschop van Rome.
- Zhang Daoling, Chinese taoïstische kluizenaar.
- Zhang Heng, Chinese staatsman, dichter, uitvinder, astronoom, geograaf en ingenieur.
- Zhang Zhongjing, een van de bekendste Chinese artsen tijdens de  Han-dynastie.

<< · 100-109 · 110-119 · 120-129 · 130-139 · 140-149 · 150-159 · 160-169 · 170-179 · 180-189 · 190-199 · >>
<< · 1e · 2e · 3e · 4e · 5e · 6e · 7e · 8e · 9e · 10e · >>